# Italo Balbo
Italo Balbo (n. 6 iunie 1896, Ferrara - d. 28 iunie 1940, Tobruk, Libia), politician italian. Militar și pionier în aviație. A fost Ministru al Aeronauticii și Guvernator al Libiei.

## Viața
S-a născut la Quartesana, fracțiune a comunei Ferrara în 6 iunie 1896. Fiu al lui Camillo Balbo și al Malvinei Zuffi, amândoi învățători. După nașterea sa, familia Balbo se mută la Ferrara. În 1911 fuge de acasă și se atașează unei  expediții militare organizată de  Ricciotti Garibaldi, pentru a elibera Albania de sub controlul turcilor. Nu va reuși să participe la expediție, fiind blocat de către poliția avizată de către tatăl său. În 1914 participă la o manifestație la Milano unde îl întâlnește pe Benito Mussolini. Balbo va deveni garda de corp a lui Cesare Battisti în timpul conferințelor ținute de către acesta în favoarea intervenției Italiei în război.

## Primul război mondial
În timpul primului război mondial a prestat serviciu militar în cadrul Regimentului 8 al alpinilor. Promovat sublocotenent în 16 octombrie 1917 părăsește  batalionul deoarece a fost destinat, la cererea sa, Depozitului Aeronautic din Torino pentru un curs de pilotaj, adevărata sa mare pasiune. Câteva zile după, datorită ofensivei  austro-germane, fu constrâns  să se reîntoarcă pe front. În 1918 participă  la ofensiva de pe Muntele Grappa, eliberând orașul Feltre. Pentru alte merite militare  obținu medalia de bronz și două medalii de argint, atingând gradul de căpitan. După război a studiat la Florența, obținând laurea în științe sociale. Se întoarse în orașul său natal pentru a lucra ca funcționar în bancă.

## Adeziunea lafascism
După ce în tinerețe avusese idei republicane, frecventând  și loja masonică "Gerolamo Savonarola" din Ferrara, Balbo, după război, aderă la fascism și curând deveni  secretarul federației fasciste din Ferrara. Începu să organizeze echipe și formă un grup al său denumit Celibano, după numele băuturii sale preferate. Grupul împiedica grevele în contul proprietarilor de pământuri locali prin expediții de pedepsire care loveau în comuniști și socialiști și în organizațiile de țărani din Portomaggiore, Ravenna, Modena, Bologna. 
În octombrie 1922 participă la marșul spre Roma, alături de Emilio de Bono, Cesare Maria De Vecchi și Michele Bianchi. În 1923 fu acuzat de a fi fost implicat în omicidul parohului antifascist Don Giovanni Minzoni, la Argenta, dar fu scutit de orice acuzație. În 1924 deveni comandant general al Miliției Voluntare pentru Siguranța Națională și subsecretar al economiei naționale în 1925.

## Pasiunea pentru zbor
În 6 noiembrie 1926 a fost numit secretar de stat în aviație și a început să organizeze Regia Aeronautică. În 19 august 1928 a devenit Mareșal al Forțelor Aeriene și în 12 septembrie  1929, la numai 33 de ani, Ministru al Aviației (la acea epocă era cel mai tânăr ministru european).
Balbo a condus două zboruri transatlantice. Primul, în 1930, către Brazilia, se desfășură între 17 decembrie 1930 și 15 ianuarie 1931.
Al doilea zbor a avut loc de la Roma la Chicago din 1 iulie în 12 august 1933. Guvernatorul din Illinois, primarul și orașul Chicago îi făcură o primire triumfală, numele lui Balbo a fost dat unei străzi care există și astăzi în apropierea lacului  Michigan. Indienii Sioux prezenți la Expoziția din Chicago l-au numit șef indian cu numele de Cap de Acvila Zburătoare.
În acea epocă raporturile între Italia și SUA erau optime și un eveniment de acest tip era  mult urmărit și considerat extraordinar. La întoarcere, a trecut prin New York unde a fost oaspetele lui Roosvelt. La întoarcerea în Italia, Italo Balbo a fost numit Mareșalul Aerului.

## Libia
Mai târziu, în același an, Balbo a fost numit Guvernator general al Libiei, unde se transferă în ianuarie 1934. În acele timpuri unii membri ai partidului îi deveniseră inamici, datorită comportamentului său individualist. În Libia a lansat proiecte  de opere publice și de construcție de  străzi, în particular strada care urmează linia Mediteranei pentru sute de kilometri. Balbo a încercat să atragă colonizatori italieni și a urmat o politică de integrare și de pacificare cu populațiile musulmane. 
După invazia germană a Poloniei în septembrie 1939, Balbo, în vizită la Roma, își exprimă nemulțumirea și preocuparea pentru alianța cu Germania și pentru politica urmată de Mussolini atât pe plan intern, cât și internațional.

## Mormântul de la Orbetello
În 28 iunie 1940 Italo Balbo a fost ucis în timp ce se întorcea dintr-un zbor de recunoaștere la Tobruk, când avionul său a fost distrus de un tun antiaerian italian. O zi mai târziu, în buletinul Forțelor Armate scria: "În ziua de 28, zburând pe cerul din Tobruk, în timpul unei acțiuni de bombardament inamică, aparatul pilotat de către Italo Balbo s-a precipitat în flăcări. Italo Balbo și echipajul au pierit. Steagurile Forțelor Armate  ale Italiei aduc un omagiu de înaltă onoare  memoriei lui Italo Balbo, voluntar alpin al războiului mondial, Quadrumvir al Revoluției, Zburător peste Ocean, Mareșal al aerului, căzut la postul de luptă".
Guvernul din Roma a susținut că accidentul a fost determinat de declanșarea focului de către inamic, însă văduva lui Balbo, Emanuela Florio, a susținut că a fost  un asasinat ordonat de către Mussolini.
1. 1 2 3 4 5  BALBO, Italo, Dizionario Biografico degli Italiani, 1963, accesat în 23 ianuarie 2023
2. 1 2  Autoritatea BnF, accesat în 10 octombrie 2015
3. 1 2 3  Balbo, Italo, 1896-1940, Library of Congress Authorities, accesat în 23 ianuarie 2023
4. 1 2  Balbo, Italo, OPAC SBN, accesat în 23 ianuarie 2023
5. 1 2  Balbo, Ìtalo, Enciclopedia Sapere, accesat în 23 ianuarie 2023
6. ↑  Italo Balbo, Brockhaus Enzyklopädie, accesat în 9 octombrie 2017
7. ↑  Italo Balbo, Babelio
8. ↑  Italo Balbo, 20th Century Press Archives, accesat în 9 octombrie 2017
9. ↑  Italo Balbo, Faceted Application of Subject Terminology, accesat în 9 octombrie 2017
10. ↑   http://muse.jhu.edu/journals/french_historical_studies/v023/23.2kennedy.html Lipsește sau este vid: |title= (ajutor)
11. ↑   http://journals.cambridge.org/article_S0020743804362045 Lipsește sau este vid: |title= (ajutor)
12. ↑   http://www.tandfonline.com/doi/pdf/10.1080/714004485 Lipsește sau este vid: |title= (ajutor)
13. ↑  CONOR.SI[*] Verificați valoarea |titlelink= (ajutor)
14. 1 2 3 4  storia.camera.it, accesat în 8 mai 2019